# Scheidel
Scheidel (Luxemburgs: Scheedel) is een plaats in de Luxemburgse gemeente Bourscheid.

## Geografie
Scheidel ligt op een hoogte van 475 meter en is omgeven door bossen. Centraal in het dorp staat een 19e-eeuwse katholieke kapel, die is gewijd aan Onze Lieve Vrouw van Smarten. Via de CR349 is Scheidel ten noorden verbonden met Kehmen en ten zuiden met Welscheid.
De schilder Théophile Steffen (1921-2021) had zijn atelier in Scheidel.

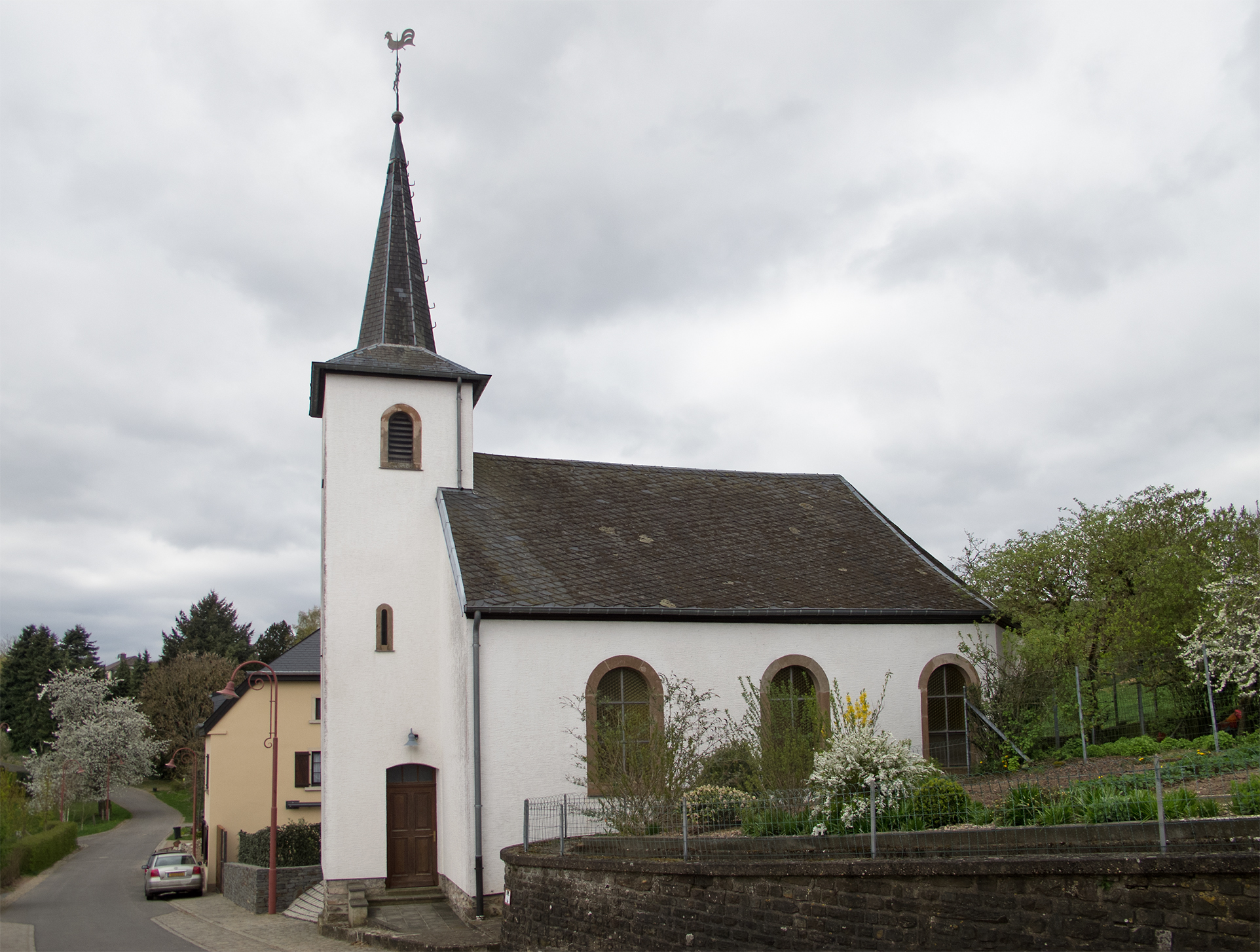
Chapelle Notre-Dame des Douleurs (Scheidel)

Asselbur · Bamhaff · Bourscheid · Bourscheid-Moulin · Closdellt · Flebour · Friedbousch · Goebelsmühle · Kehmen · Lipperscheid · Michelau · Scheidel · Schlindermanderscheid · Welscheid

Luxemburgse gemeenten · Kanton Diekirch · Luxemburg